# Девятков, Юрий Васильевич
Юрий Васильевич Девятков (13 апреля 1913, Саратов — 2 мая 1987, Юбилейный, Московская область) — советский военный инженер и учёный, лауреат Ленинской премии. Кандидат технических наук.

## Биография
Образование: три курса Горьковского индустриального института (1938—1941), ускоренный курс 1-го Московского минометного артиллерийского училища им. Красина (1942), Артиллерийская академия им. Ф. Э. Дзержинского (1950).
Служил в РККА с 1941 года.
Участник Великой Отечественной войны (Северо-Западный, Калининский, Ленинградский, 2-й Прибалтийский фронты): командир батареи, помощник начальника штаба 12-й гвардейской миномётной бригады.
С 1946 года научный сотрудник НИИ-2 Академии артиллерийских наук, старший научный сотрудник (1950), начальник лаборатории, начальник отдела НИИ-4 МО. Занимался вопросами разработки системы дистанционного управления ракетными комплексами. Инженер-полковник (1962).
С 1969 в отставке.
Похоронен на Невзоровском кладбище Пушкинского района Московской области.

## Награды
- орден Красной Звезды (19.04.1943)[1]
- орден Отечественной войны 2 степени (26.1.1944)[2]
- два ордена Отечественной войны 1 степени (8.6.1945[3], 6.4.1985[4])
- Ленинская премия в области науки и техники 1959 года — за разработку системы передачи сигналов боевого управления (за машину «Кварц»).